# Shekalim
Shekalim és el quart tractat de l'ordre de Moed de la Mixnà, aquest tractat parla sobre l'impost que calia pagar antigament cada any per fer possible el manteniment i el funcionament del Temple de Jerusalem, no hi ha una Guemarà sobre el tractat al Talmud de Babilònia, però si que hi ha una al Talmud de Jerusalem, i aquesta última sovint s'imprimeix a les edicions del Talmud babilònic. Així mateix hi ha una Tosefta sobre el tractat de Shekalim. L'ordre de Moed (en hebreu: מועד) (en català: "Festivitats") és el segon ordre de la Mixnà, el primer registre escrit de la Torà oral del poble jueu (també la Tosefta i el Talmud). Dels 6 ordres de la Mixnà, Moed és el tercer ordre més curt. L'ordre de Moed consta de 12 tractats. La Mixnà (en hebreu: מִשְׁנָה) (en català: 'estudi, repetició') és un cos exegètic de lleis jueves compilades, que recull i consolida la tradició oral jueva desenvolupada durant segles des dels temps de la Torà o llei escrita, fins a la seva codificació a mans del rabí Yehudà ha-Nassí (també anomenat el Príncep), cap a finals del segle ii.